# 厄代米什

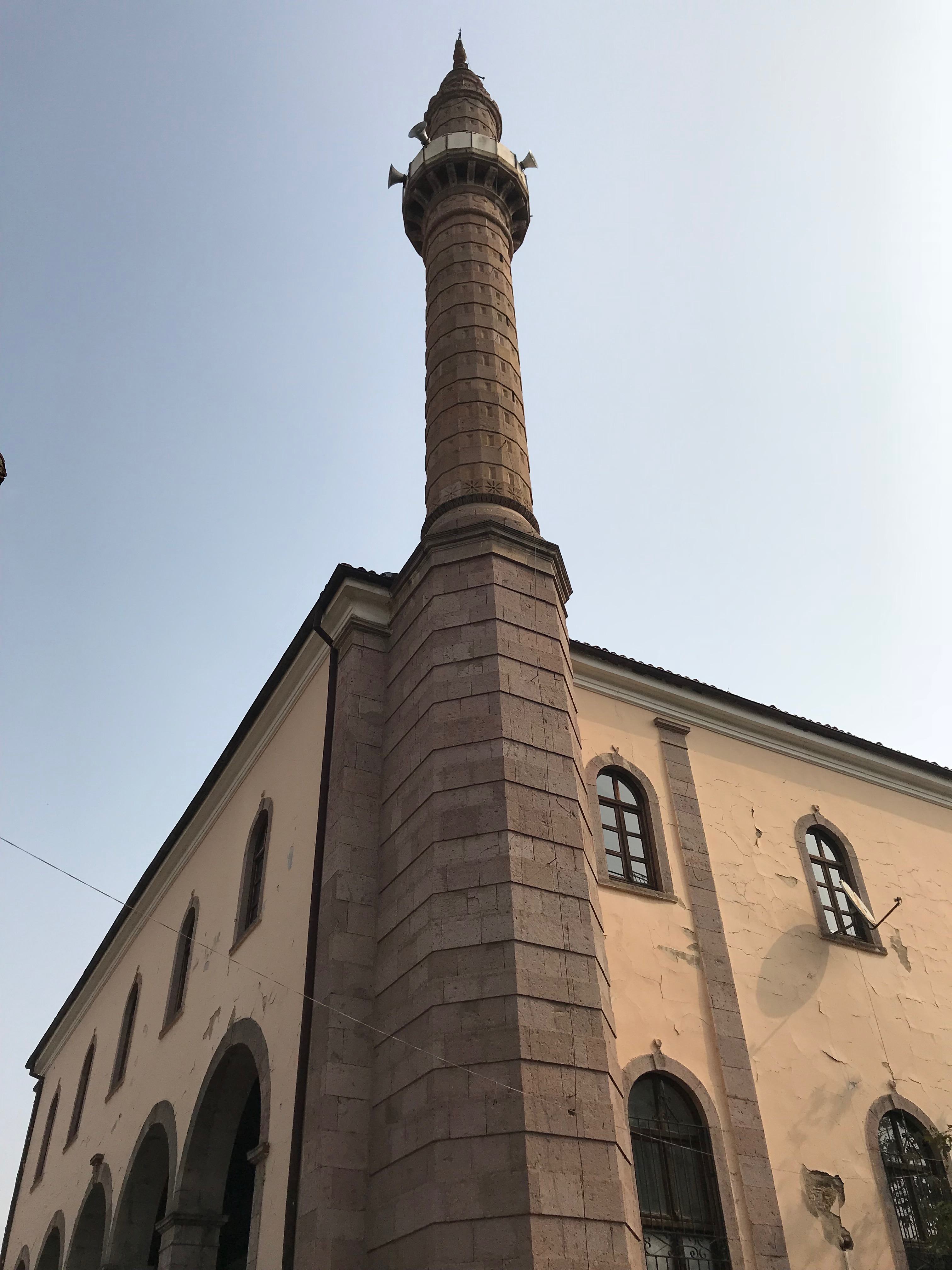
Hacı Abdi Ağa Mosque in Ödemiş

厄代米什是土耳其的城鎮，由伊茲密爾省負責管轄，位於該國西部，距離首府伊茲密爾113公里，面積1,082平方公里，海拔高度136米，2009年人口73,310。

## 外部連結
- https://web.archive.org/web/20080415075630/http://www.odemisnet.com/